# Уалькер, Эрнесто
Эрнесто Эмануэль Уалькер Уильис (исп. Ernesto Emanuel Walker Willis; 9 февраля 1999, Панама, Панама) — панамский футболист, центральный полузащитник.

## Карьера

### Клубная карьера
Уалькер начал футбольную карьеру в клубе «Индепендьенте Ла-Чоррера». Провёл с клубом два сезона: 2016/17 во втором по уровню дивизионе, 2017/18 в высшей лиге.
Летом 2018 года перешёл в «Пласа Амадор».
21 февраля 2019 года Уалькер был арендован клубом Чемпионшипа ЮСЛ «Лос-Анджелес Гэлакси II» на один сезон. Дебютировал во втором дивизионе США 9 марта в матче стартового тура сезона 2019 против «Колорадо-Спрингс Суитчбакс». 16 марта в матче против «Такома Дифайенс» забил свой первый гол за «Лос Дос». 19 августа Уалькер досрочно вернулся в «Пласа Амадор».
22 декабря 2019 года Уалькер подписал контракт с «Тауро». Дебютировал за «Тауро» 26 января 2020 года в матче против «Арабе Унидо».
В августе 2021 года Уалькер перешёл в португальский клуб «Ольяненсе».
В начале 2023 года Уалькер стал игроком венесуэльского клуба «Райо Сульяно».
27 февраля 2024 года Уалькер подписал контракт с клубом «Самора».

### Международная карьера
В составе сборной Панамы до 20 лет Уалькер участвовал в молодёжном чемпионате КОНКАКАФ 2018 и молодёжном чемпионате мира 2019.
За первую сборную Панамы Уалькер дебютировал 27 января 2019 года в товарищеском матче со сборной США.
Уалькер первоначально не был включён в окончательную заявку сборной Панамы на Золотой кубок КОНКАКАФ 2019, хотя и значился в предварительной заявке, был введён в состав позднее вместо, выбывшего из-за травмы, Анибаля Годоя.

## Достижения
Клубные
 «Индепендьенте»
- Победитель Liga Nacional de Ascenso: 2016/17